# Liste der Bodendenkmäler in Maitenbeth
Auf dieser Seite sind die Bodendenkmäler in der oberbayerischen Gemeinde Maitenbeth zusammengestellt. Diese Tabelle ist eine Teilliste der Liste der Bodendenkmäler in Bayern. Grundlage ist die Bayerische Denkmalliste, die auf Basis des Bayerischen Denkmalschutzgesetzes vom 1. Oktober 1973 erstmals erstellt wurde und seither durch das Bayerische Landesamt für Denkmalpflege geführt wird. Die folgenden Angaben ersetzen nicht die rechtsverbindliche Auskunft der Denkmalschutzbehörde.

## Bodendenkmäler der Gemeinde Maitenbeth

### Bodendenkmäler in der Gemarkung Großhaager Forst
| Lage                        | Objekt | Akten-Nr.     | Bild |
| --------------------------- | --- | ------------- | ---- |
| Großhaager Forst (Standort) | Grabhügel vorgeschichtlicher Zeitstellung.                                                                      | D-1-7838-0012 |      |
| Großhaager Forst (Standort) | Grabhügel vorgeschichtlicher Zeitstellung.                                                                      | D-1-7838-0101 |      |
| Großhaager Forst (Standort) | Grabhügel vorgeschichtlicher Zeitstellung.                                                                      | D-1-7838-0102 |      |
| Großhaager Forst (Standort) | Straße der römischen Kaiserzeit mit begleitenden Materialentnahmegruben (Teilstrecke der Trasse Augsburg-Wels). | D-1-7838-0104 |      |
| Großhaager Forst (Standort) | Grabhügel vorgeschichtlicher Zeitstellung.                                                                      | D-1-7838-0181 |      |
| Großhaager Forst (Standort) | Grabhügel vorgeschichtlicher Zeitstellung.                                                                      | D-1-7838-0203 |      |

### Bodendenkmäler in der Gemarkung Maitenbeth
| Lage                  | Objekt | Akten-Nr.     | Bild |
| --------------------- | --- | ------------- | ---- |
| Maitenbeth (Standort) | Straße der römischen Kaiserzeit (Teilstrecke der Trasse Augsburg-Wels).                                                                               | D-1-7838-0105 |      |
| Maitenbeth (Standort) | Siedlung vor- und frühgeschichtlicher Zeitstellung.                                                                                                   | D-1-7838-0117 |      |
| Maitenbeth (Standort) | Siedlung vor- und frühgeschichtlicher Zeitstellung.                                                                                                   | D-1-7838-0118 |      |
| Maitenbeth (Standort) | Untertägige mittelalterliche und frühneuzeitliche Befunde im Bereich der Katholischen Pfarrkirche St. Agatha in Maitenbeth und ihrer Vorgängerbauten. | D-1-7838-0120 |      |
| Maitenbeth (Standort) | Grabhügel vorgeschichtlicher Zeitstellung. | D-1-7838-0182 |      |
| Maitenbeth (Standort) | Viereckschanze der späten Latènezeit. | D-1-7838-0202 |      |